# LTT 1445Ab
LTT 1445Ab — це кам'яниста екзопланета, приблизно в 1,4 рази більша за Землю, відкрита командою Гарвардського центру астрофізики за допомогою даних космічного телескопа TESS 26 липня 2019р. Вона розташована на відстані приблизно 22 світлових років від Землі,її орбітальний період становить 5 діб, LTT 1445Ab обертається навколо головного компонента системи LTT 1445.
У липні 2021 року маса планети була виміряна як 2,87 ± 0,25 маси Землі, що підтверджує земний склад.
У 2022 році спектр трансмісії планети не показав доказів існування атмосфери, хоча поки що не можна виключити наявність атмосфери з висотним туманом. LTT 1445 Ab, ймовірно, має скелястий склад, його рівноважна температура 431 ± 23 K (158 °C; 316 °F).